# رافع الرويلي
رافع الرويلي (مواليد 5 يوليو 1990) هو لاعب كرة قدم سعودي يلعب حالياً في نادي العروبة .
لعب سابقاً لنادي العروبة و أعاره العروبة إلى نادي عرعر عام 2009 و انتقل إلى نادي عرعر عام 2018 و عاد إلى نادي العروبة في صيف 2019 .
يُلقب بـ(الهاوي) تألق في عدة مباريات، من ضمنها لقاء فريقه العروبة أمام نادي النصر، حيث قدم أداءً مميزًا وساهم في فوز العروبة 2-1.

## وصلات خارجية
- رافع الرويلي على موقع Soccerway.com (الإنجليزية)

- رافع الرويلي